# Вагнер, Бенедикт
Бенедикт Вагнер (нем. Benedikt Wagner, род. 14 июня 1990 года) — немецкий фехтовальщик-саблист, чемпион мира и Европы в командной сабле, чемпион Европы в индивидуальной сабле.

## Биография
Родился в 1990 году в Бонне. В 2011 году стал серебряным призёром чемпионата Европы. На чемпионате Европы 2012 года завоевал бронзовую медаль, но на Олимпийских играх в Лондоне занял лишь 14-е место в личном первенстве и 5-е — в командном. В 2014 году стал обладателем золотой медали чемпионата мира и бронзовой медали чемпионата Европы. В 2015 году стал чемпионом Европы, а на чемпионате мира завоевал бронзовую медаль.